# 陈珪璋
陈珪璋（1901年—1932年2月20日），又名庆瑞，字汉卿，甘肃省庆阳县北关人。中华民国时期甘肃地方军阀。

## 生平
父亲和伯父都是前清武举。
1930年12月，蒋介石派马文东、严尔艾、谭克敏、刘秉萃为视察员，给陈部“陆军新编第13师”番号，陈为中将师长。杨虎城以潼关行营名义委任陈为“甘肃第一路警备司令”。1932年2月20日(农历正月十五元宵节)晚，陈被挟持到甘肃省政府被活埋于西花园枯井中。

## 家人
- 弟弟陈玉璋：平凉失守后，被杀害于镇原。
- 夫人许子卿：被杨子恒所获后，被部下杀害于宝鸡附近之蔡家坡，弃尸于渭河。
- 长子陈元光：被陈珪璋部下刘宝堂携逃而出，供其念书，并如约与刘宝堂女成婚。新十一旅旅长刘宝堂在安边死于非命后，随孙伯泉辗转会宁、固原数年。后被蒋云台收留在部队，授予中校科长。1949年参加起义。后被定为“历史反革命”。晚年平反，为庆城县政协委员。[3]
- 次子陈元明：夭折。